# Artedielloides
Artedielloides is een monotypisch geslacht van straalvinnige vissen uit de familie van donderpadden (Cottidae).

## Soort
- Artedielloides auriculatus Soldatov, 1922